# SICTED

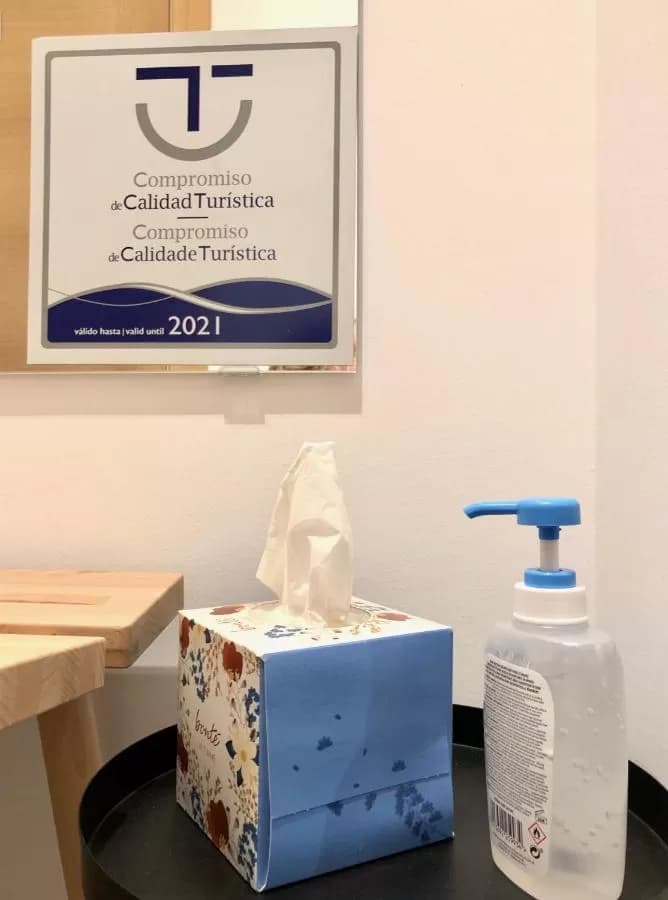
Sello de Compromiso de Calidad Turística en un alojamiento con reconocimiento SICTED

El Sistema Integral de Calidad Turística Española en Destinos, o SICTED, es un proyecto de mejora de la calidad de los diferentes destinos turísticos en España con el objetivo de ofrecer al turista dentro de un mismo destino un nivel de calidad homogéneo en los servicios. La implantación del SICTED se realiza en ciclos, de carácter anual.
El sistema incluye metodología y diferentes herramientas para mejorar la calidad turística del destino, de los servicios y de la gestión de las empresas ubicadas en ellos. Las entidades que se comprometen a participar en el proyecto tienen a su disposición buenas prácticas voluntarias diferenciadas por 35 oficios del sector turístico, formación y asistencia técnica. Los que superan la evaluación de los estándares de calidad obtienen un distintivo “Compromiso de Calidad Turística”. 
Como el objetivo del SICTED es una mejora continua, las empresas se comprometen en formase y aplicar mejoras cada año. Por este motivo el distintivo “Compromiso de Calidad Turística” es válido para máximo dos años.

## Historia
El Sistema “nace” en los años 2000 y 2001 en base a un diseño metodológico realizado por LEO Partners y se realiza la implantación piloto en 9 municipios: Barcelona, Calviá, Lanzarote, Menorca, Santiago de Compostela, Zaragoza, Segovia, Valle de Benasque y Montaña de Navarra. En 2002 se empiezan a distinguir las primeras empresas con el “Compromiso de Calidad Turística”.Pionero internacionalmente, supone el primer enfoque coordinado de gestión de un destino, que atiende a parámetros de calidad y que incorpora a los servicios públicos y a sectores no necesariamente turísticos, pero sí vinculados a la experiencia del visitante. En precursor del concepto de Destino Inteligente. 
Por medio de un completo sistema de información e indicadores adaptados a la tipología y tamaño de cada destino y productos dominantes, el sistema permite establecer índices de calidad de los sectores turísticos presentes, índices de calidad subsectorial no turística e índices globales de destino para, así, comparar el desempeño entre destinos similares y, colaborativamente, abordar problemas comunes. También incluye un esquema de gestión público-privada y el desarrollo de buenas prácticas en 25 prácticas turísticas.   
Con los años se aumenta el número de destinos incorporados, empresas y servicio turísticos. Así en junio de 2019 en el proyecto SICTED están participando 192 destinos con casi 8-mil establecimientos.

## Buenas prácticas
Las empresas participantes tienen que cumplir las buenas prácticas obligatorias intersectoriales y sectoriales. Opcionalmente pueden incorporarse las Buenas Prácticas Avanzada, con módulos que suponen un aporte adicional para la mejora de la calidad del servicio, como la Responsabilidad Social Corporativa y Sostenibilidad o Innovación. 
Tras la crisis sanitaria provocada por el COVID-19, en el año 2020 se añaden las Buenas Prácticas Avanzadas SICTED para la reducción del riesgo de contagio por el coronavirus SARS-CoV-19 en el sector turístico. Las empresas que superan una evaluación externa reciben un distintivo especial que identifica que están preparados para ofrecer a sus clientes un servicio más controlado y seguro.

## Estructura
Agentes que participan en SICTED:
- Secretaría de Estado de Turismo [1]: dirige y coordina el proyecto a nivel nacional y otorga las distinciones a las empresas y servicios turísticos que superen el proceso. Es la propietaria de la metodología.
- Federación Española de Municipios y Provincias: proporciona apoyo y soporte al proyecto.
- Otras administraciones: apoyan y promueven el proyecto en su respectivo ámbito territorial. Pueden ser las comunidades autónomas y las diputaciones provinciales.
- Gestor del destino: es responsable de la implantación del proyecto en el destino. Es una entidad local: pública o público/privada
- Comité Interdestinos: es el órgano de gestión de máximo nivel de SICTED destinado al intercambio de información, actuaciones y armonización metodológica.
- Gestor SICTED: coordina las acciones que se desarrollen en cada uno de los destinos que forman parte de la red SICTED.
- Asesores y formadores: imparten los módulos formativos y proporcionan a las empresas y servicios turísticos la asistencia necesaria para implantar los manuales de buenas prácticas.
- Evaluadores: son técnicos independientes que garantizan la objetividad y el rigor del proceso de evaluación previo a la distinción.
- Empresas/servicios turísticos: implementan las mejoras y si superan la evaluación reciben el distintivo “Compromiso de Calidad Turística”

## El distintivo
"Compromiso de Calidad Turística" es el distintivo de SICTED que reconoce el esfuerzo realizado por las empresas participantes. Acredita el cumplimiento de los requisitos establecidos en la metodología y reconoce el esfuerzo y el compromiso con la calidad y la mejora continua. El distintivo tiene validez bienal, aunque está condicionado a una evaluación anual de seguimiento.